# 索丽生
索丽生（1944年3月—），湖北江陵人，汉族，中华人民共和国政治人物、第十一届全国人民代表大会江苏地区代表。
毕业于美国密西根大学土木工程专业。加入民盟。2002年12月19日，民主同盟举行九届一中全会，他当选为民盟中央副主席。2007年12月，在民盟十届一中全会上，他出任民盟中央副主席的职务。2008年，担任全国人大常委会委员、全国人大农业与农村委员会副主任委员。